# 七佛城
26°59′40.26″N 120°01′44.43″E / 26.9945167°N 120.0290083°E
七佛城，位于中国福建省霞浦县水门畲族乡玉山村，为霞浦县级文物保护单位，类型为古建筑，公布时间为1991年7月。
七佛城的历史年代为唐，建于唐朝太和年间（830年前后）位于霞浦县第二高峰玉山山顶，供有7尊佛像，相传为唐朝时有七人修炼后得道升天，在此地留有土城而得名。